# Цюй Бо (письменник)
Цюй Бо (1923—2002) — китайський письменник. Його ім'я також перекладали як Чу По. Цюй (曲), прізвище, має значення кривої, мелодії та тону. Бо (波) означає брижі та хвилі. Його перша книга "Сліди в засніженому лісі " (林海雪原) зробила його одним із найпопулярніших авторів того часу.

## Життя
Цюй Бо народився в селі Заоліньчжуан (枣林庄), округу Хуан (нині Лункоу), на північно-східному узбережжі провінції Шаньдун. Початкову освіту Цюй Бо здобув у приватній школі, де він отримав глибокі знання класичної китайської літературу та початкові мовні навички.  Його батько, Цюй Чуньян (曲春阳) і мати, Цюй Люші 曲刘氏) володіли невеликим підприємством з фарбування бавовни, яке зазнало банкрутства, коли західний текстиль з'явився у Китаї.
У 1938 році, у віці 15 років, він покинув батьківський дім та воював у війні проти японського вторгнення (Друга китайсько-японська війна). Його ім'я було змінено з дитячого імені Цюй Цинтао (曲清涛;) на Цюй Бо офіційними особами Восьмої армії. Цюй Бо отримав подальшу освіту в Контряпонському військово-політичному університеті в Шаньдуні і став журналістом армійської газети «Прогрес». Армія перетворилася на Народно-визвольну армію після капітуляції японців, а Цюй Бо продовжував битися в громадянській війні в Китаї на північному сході країни, захищаючи мирних жителів від пограбувань і вбивств бандитами і розбійниками. В армії служив молодим учителем грамоти, політруком і, нарешті, полковником. У 1946 році він одружився з Лю Бо (刘波;), яка була головною медсестрою госпіталю в тому ж регіональному штабі армії.
Під час комуністичного режиму після 1949 році Цюй Бо до виходу на пенсію працював у залізничній промисловості та Міністерстві машинобудування, а до кінця життя прожив у Пекіні. Цюй Бо був активним членом Китайської асоціації письменників і був визнаний сучасним китайським письменником в історії китайської літератури. Однак він ніколи не припиняв свою повну зайнятість у сфері управління промисловістю і лише писав книги та статті у вільний час. Він відвідав Росію, Пакистан та Англію як автор, а також промисловий директор. За його романами знімалися фільми, мюзикли Пекінської опери та телешоу.
Цюй Лейлей, художник і член групи Xingxing (Зірки), є одним із його синів. Цюй Лейлей є всесвітньо відомим, здебільшого як художник і кресляр. Він народився в провінції Хейлунцзян, Китай, і виріс під час політичної та турбулентної китайської культурної революції. Зараз він живе в Лондоні, але працює як у Лондоні, так і в Девоні і Пекіні. Цюй ЛейЛей є одним із засновників руху «Зірки», групи студентів-художників, які заснували перший в історії рух сучасного мистецтва, який з'явився в Китаї між 1979 і 1983 роками. Їхня кампанія за свободу вираження поглядів розриває хватку ортодоксальності Комуністичної партії і відкриває шлях до свободи художнього вираження в Китаї. Цюй ЛейЛей спочатку виставляє свої роботи в Китаї, а потім на Венеціанському бієнале, Пекінському бієнале та Центрі Помпіду в Парижі. Роботи Цю ЛейЛея експонуються в Музеї Ешмола в Лондоні, а також в Оксфорді і є частиною постійних колекцій Китайського національного музею. Деякі з його творів мистецтва нещодавно придбали Британський музей і Музей Вікторії та Альберта (V&A). Усі його твори мистецтва випромінюють розум і людяність.

### Романи
Сліди в засніженому лісі (《林海雪原》) (1957), Народне літературне видавництво 人民文学出版社. Захоплююча історія про невелику групу солдатів, які пішли в засніжені гори, шукаючи та борючись із небезпечними бандитами та розбійниками. 1 560 000 примірників (《林海雪原》) було надруковано протягом 1957—1964 років у трьох виданнях. Книгу перекладено англійською, російською, японською, корейською, в'єтнамською, монгольською, норвезькою та арабською мовами. У 1960 році була знята екранізація роману. Пізніша екранізація під назвою «Взяття гори тигра» вийшла 23 грудня 2014 року. 
Рев гір і морів (《山呼海啸》) (1977), China Youth Press 中国青年出版社. Пригодницька історія та романтика, що розгортаються в провінції Шаньдун під час Другої китайсько-японської війни. Написання було завершено до Культурної революції, а публікація була відкладена більш ніж на 10 років.
Цяо Лунбяо (《桥隆飚》) (1979), People's Literature Press 人民文学出版社. Розповідь про героя-патріота, який пізніше був включений до комуністичних сил під час війни проти японців. Книга була закінчена ще до Культурної революції, але знову видання затягнулося більше ніж на 10 років.
Стела Жун Е (《戎萼碑》) (1977), Народне видавництво Шаньдуна 山东人民出版社. Історія, яка відображає важливість китайських жінок у війні проти японців.

### Оповідання
Переважно про повсякденне життя в промислових країнах, наприклад (热处理) (1959), (争吵) (1960).

### Проза
Здебільшого мандрівні твори та місцеві особливості 散观平武 (1962) 澳洲遥祭洛兄 (1994).

### Поезія
Переважно в китайському класичному стилі.